# Clearco de Esparta

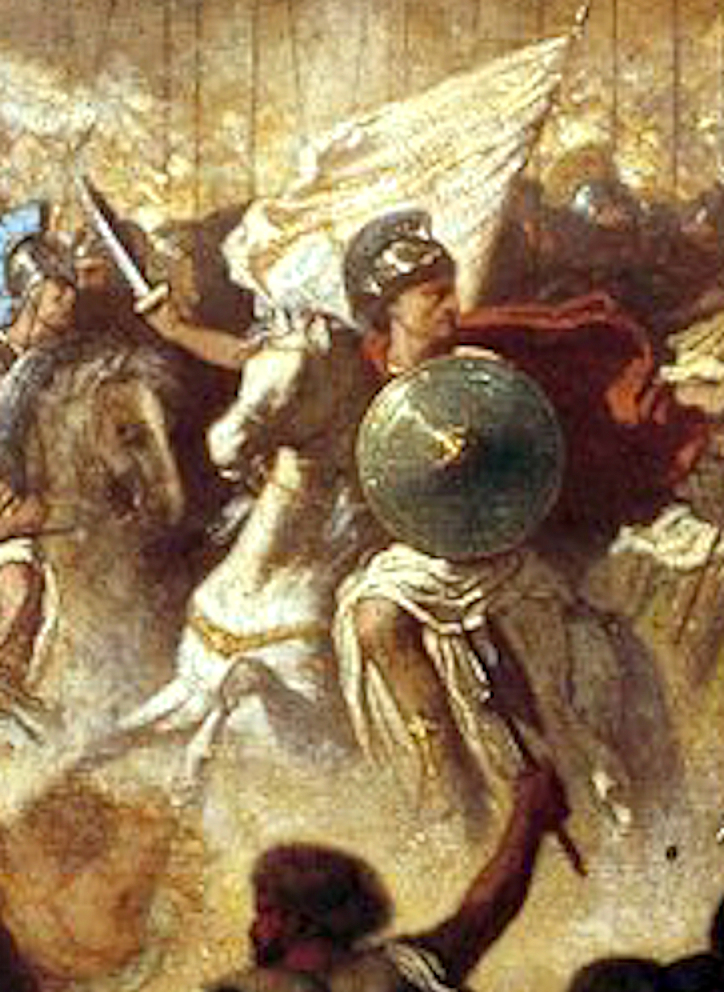
Clearco de Esparta na Batalha de Cunaxa em 401 a.C., por Adrien Guignet

Clearco (ca. 450 a.C. — 401 a.C.), filho de Rânfio foi um almirante e general espartano do fim da Guerra do Peloponeso.
Em 410 a.C. [carece de fontes?], Ágis II estava em Decélia, e observou que navios com cereais chegavam regularmente ao Pireu, e que era inútil suas tropas excluírem a terra dos atenienses enquanto eles eram abastecidos por mar. Assim, o rei escolheu Clearco, pois seu pai era próxeno dos bizantinos, para interromper o abastecimento, na Calcedônia e em Bizâncio.
Quinze navios, de Mégara e outros aliados, foram equipados e enviados, mas três foram destruídos pelos atenienses, e doze escaparam para Sesto, e finalmente chegaram a Bizâncio.
Na famosa expedição dos Dez mil (Anábase), liderou a ala direita das forças de Ciro  na Batalha de Cunaxa tendo sido instrúido a atacar o centro inimigo, mas acabou empurrando a ala esquerda do exercíto inimigo e deixou o flanco de Ciro, o Jovem exposto. Após a morte de Ciro, liderou os gregos brevemente até ser traído por Tissafernes no que seriam negociações, sendo enviado para a Babilónia e executado.